# Znak TM
TM (ang. trademark - znak towarowy) to symbol graficzny stosowany w sąsiedztwie nazwy lub logotypu, sygnalizujący, że dany podmiot uznaje to oznaczenie za znak towarowy. Używa się go, by informować konkurencję, że dane oznaczenie jest wykorzystywane komercyjnie, a więc może być chronione przepisami nie wymagającymi rejestracji w Urzędzie Patentowym Rzeczypospolitej Polskiej (UPRP).
Co więcej, jeżeli wystąpiliśmy o zastrzeżenie znaku towarowego, to do czasu zakończenia całej procedury, powinniśmy używać symbolu TM, a nie ® (symbol zarejestrowanego znaku towarowego). W przeciwnym wypadku takie zachowanie może zostać uznane za czyn nieuczciwej konkurencji.
Nie istnieją przepisy określające, gdzie w okolicy znaku towarowego powinno się umieszczać symbole TM lub ®. Zazwyczaj przedsiębiorcy robią to w prawym dolnym lub górnym rogu logo. 

## Reprezentacja znaków w unikodzie
W systemach komputerowych, które korzystały z kodów ASCII, żaden ze znaków towarowych nie był dostępny. W nowoczesnych systemach operacyjnych korzystających z Unikodu znaki towarowe występują w wersji:
| Znak | Unicode | Kod HTML                         | Nazwa unikodowa | Nazwa polska         |
| ---- | ------- | -------------------------------- | --------------- | -------------------- |
| ®    | U+00AE  | &reg; lub &#xAE; lub &#174;      | REGISTERED SIGN | znak zarejestrowania |
| ™    | U+2122  | &trade; lub &#x2122; lub &#8482; | TRADE MARK SIGN | znak towarowy        |

Znaki te nie są dostępne bezpośrednio na klawiaturze. W systemie operacyjnym Windows można je uzyskać wpisując następujące Alt-kody: Alt+0174 dla znaku ® oraz Alt+0153 dla znaku ™.